# James McEveley
James Michael McEveley (Liverpool, 2 novembre 1985) è un ex calciatore scozzese.

## Carriera

### Club

#### Blackburn Rovers
Cominciò la carriera con l'Everton, dove ebbe come compagno nelle giovanili Wayne Rooney, ma non giocò mai con la prima squadra del e si trasferì al Blackburn Rovers, con cui debuttò contro il Walsall. Fu quindi prestato al Burnley, al Gillingham e all'Ipswich. Di ritorno al Blackburn, in una gara contro il Liverpool nell'ottobre 2004 in una fase del gioco Djibril Cissé si spezzò una gamba contro di lui. Sebbene lo scontro fosse regolare ed apparentemente innocuo, le riprese colpirono molti. È stato coinvolto in molti seri infortuni sia per lui stesso che per altri, come nell'allenamento in cui lasciò Hakan Şükür, in prova al Blackburn, con una gamba rotta. Mark Delaney soffrì un serio infortunio al ginocchio dopo uno scontro con lui e lui stesso ha sofferto alcuni seri infortuni al ginocchio.

#### Derby County
Avendo problemi a trovare posto al Blackburn, McEveley firmò per il Derby County nel gennaio 2007 con cui fu promosso in Premiership dopo una vittoria per 1-0 contro il West Brom. Subì un infortunio ai legamenti del ginocchio nella sconfitta per 1-0 contro il Bolton il 2 gennaio 2008 dopo un duro tackle da Kevin Davies, quindi fu ingaggiato dal Preston North End in un prestito di un mese il 29 settembre 2008 debuttando nella sconfitta per 2-0 contro lo Swansea. Ritornò al Derby alla fine di ottobre e fu quindi mandato in prestito di nuovo, per tre mesi, al Charlton. L'11 aprile 2009, nella vittoria del Derby per 1-0 contro lo Sheffield Wednesday, McEveley si ruppe il metatarso nel piede sinistro, quindi ebbe un altro infortunio giocando contro il Middlesbrough; durante l'operazione che seguì, il suo cuore si fermò per due minuti. Ritornò in prima squadra il 20 novembre 2009.

### Nazionale
Pur essendo inglese di nascita, ha giocato per la U-20 dell'Inghilterra solo al campionato del mondo Under-20 2003, ma da allora ha scelto di rappresentare la Scozia a livello U-21 e la nazionale B. Ha debuttato per la nazionale maggiore nella vittoria per 1–0 contro il Sud Africa il 22 agosto 2007. Conta 3 presenze nella Nazionale scozzese.